# 趙志華
趙志華（1914年10月4日—1983年），字興邦，直隸通縣人，一說黑龍江省龍江縣人，北京清華大學肄業，黃埔軍校10期畢業，曾入美國維吉尼亞軍校與蔣緯國同時進修。後擔任代理裝甲兵司令，1964年意圖發動湖口兵變，但隨即遭屬下制伏而失敗；事後移送法辦判處死刑，但獲蔣緯國周旋拖延處決至蔣中正逝世，終獲大赦為無期徒刑。

## 簡介
二次大戰期間，1944年任中國駐印軍戰車第一營中校副營長，三月與上校營長趙振宇共同參與了瓦魯班戰役，於此役中，共擊斃日本第56聯隊長山崎大佐、作戰課課長石川中佐等官兵數百人，毀戰甲汽車多輛、戰防砲多門；並擄獲日本第18師團部關防、軍旗及完整的裝甲車兩輛、卡車、指揮車各一輛及大量的輕兵器、彈藥、糧食等物資。其後繼趙振宇任第一營營長。
日本投降後歷任戰一團第一營營長、戰一團副團長、戰一團團長。
第二次國共內戰徐蚌會戰中被俘。趙志華逃離，歸建國軍後，在蔣緯國全力保薦之下復職。來台後歷任裝甲兵旅第二總隊總隊長，裝甲兵第一師師長，裝甲兵學校校長，繼而又晉陞為少將裝甲兵副司令，代理司令。
因於徐蚌會戰中，聽聞統帥部有匪諜滲入，一直有興兵面蔣「清君側」之意，1964年1月21日，趙志華集合了裝甲第一師進行裝備武器檢查，檢查完畢後，趙志華持手槍在現場訓話，內中有國家動盪、將領貪腐等激進發言，要求台下官兵一同北上「掃除奸佞」。裝甲第一師工兵指揮部中校輔導長朱寶康假意附和，躍上司令臺，趙氏與朱握手，朱卻乘機將趙志華摔倒，另一手搶得其槍。朱將趙壓制在地，一把將趙抱住，控制局勢後將趙逮捕。
此案一般多稱之為「湖口兵變」，也有人認為此事應稱之為「湖口裝甲兵事件」，因全師官兵並未有所異動，且此案屬未遂，並未成真。官方紀錄為：「趙員於民國五十三年一月二十一日，於裝甲兵副司令任期內因煽動湖口基地兵變未果，被捕撤職。」
蔣緯國曾表示，裝甲兵司令官郭東暘中將與趙志華有宿怨，趙志華因購屋，急需新臺幣3萬元週轉，欲借支薪水，已依規定呈報告給郭東暘，但郭東暘刁難趙志華長達兩個多月，趙志華怒而發動兵變。
煽動兵變失敗被捕後，趙志華被軍事法庭判處死刑，但當時主管裝甲兵的蔣緯國念其留美同窗情誼而力保，拖延處決至1975年蔣介石逝世；最終趙志華亦因國喪獲大赦減為無期徒刑，但在獄中肝病發作因而肝硬化。1978年由昔日戰友暨同鄉劉奎斗出面擔保，經蔣緯國批准至基隆路陸軍醫院保外就醫，後轉入三軍總醫院，1983年過世。